# Room on the 3rd Floor
Room on the 3rd Floor —en español: Habitación en el 3.er piso— es el álbum debut de la banda británica McFly que fue publicado en 2004 y debutó en el número #1 en el Reino Unido. Gracias a este hecho McFly se convirtió en la banda más joven en conseguir un álbum debut número #1 en el Reino Unido, récord previamente ostentando por The Beatles. El álbum vendió 61 500 copias en su primera semana y se convirtió en doble disco de platino en el Reino Unido vendiendo más de 800 000 copias. Se estima que ha vendido más de 2 millones de copias en todo el mundo.

## Contenido
El álbum está escrito principalmente por los miembros de la banda Tom Fletcher y Danny Jones, aunque también tiene aportaciones de los productores de Busted y de su miembro James Bourne. En el disco se aprecian las influencias del moderno pop punk y del surfer pop de los 60's. Existe una versión internacional del álbum que contiene las mismas canciones que la versión original excepto «Broccoli» y «Surfer Babe» por razones contractuales. Además, en esta versión internacional el logo de la banda aparece en la carátula en color rojo, mientras que en la versión original británica aparece en amarillo.

Por otra parte, en el álbum está escondida como pista oculta la canción «Get Over You» la cual no aparece en la lista de canciones del disco. Solo se puede acceder a esta pista rebobinando desde el comienzo de «5 colours in her hair», aunque a veces no se puede acceder a ella si el álbum está siendo reproducido en un ordenador. La pista «Saturday Night» se llamaba «Saturday Nite» en el sencillo «5 colours in her hair», publicado anteriormente que el álbum.

## Promoción

### Sencillos
- «5 colours in her hair» que alcanzó el número uno.[4]
- «Obviously» que también alcanzó el primer puesto.[5]
- «That Girl» que llegó al puesto tres en las listas.[6]
- «Room on the 3rd Floor»,la canción que da título al álbum y que alcanzó el puesto número cinco.[7]

### Gira
Después de actuar como teloneros en la gira de Busted, la banda anunció su primer tour en solitario en 2004, tan sólo 16 días después de la publicación del tercer sencillo del álbum, «That Girl». La gira empezó el 22 de septiembre de 2004 y terminó el 13 de octubre de 2004, con un total de 14 conciertos en los que se colgó el cartel de no hay entradas.
- Fechas de la gira de teatros

| Fecha            | Ciudad        | País       | Lugar              |
| ---------------- | ------------- | ---------- | ------------------ |
| Europa           |               |            |                    |
| 22 de septiembre | Wolverhampton | Inglaterra | Civic Hall         |
| 24 de septiembre | Doncaster     | Inglaterra | Dome               |
| 26 de septiembre | Nottingham    | Inglaterra | Royal Centre       |
| 27 de septiembre | Glasgow       | Escocia    | Clyde Auditorium   |
| 28 de septiembre | Glasgow       | Escocia    | Clyde Auditorium   |
| 30 de noviembre  | Newcastle     | Inglaterra | City Hall          |
| 1 de octubre     | Mánchester    | Inglaterra | Apollo             |
| 4 de octubre     | Bristol       | Inglaterra | Colston Hall       |
| 5 de octubre     | Plymouth      | Inglaterra | Pavilions          |
| 7 de octubre     | Newport       | Gales      | Newprot Centre     |
| 8 de octubre     | Portsmouth    | Inglaterra | Guildhall          |
| 9 de octubre     | Ipswich       | Inglaterra | Regent             |
| 12 de octubre    | Londres       | Inglaterra | Hammersmith Apollo |
| 13 de octubre    | Londres^      | Inglaterra | Hammersmith Apollo |

^ - Fechas extra
- Lista de canciones

1. «Saturday Night»
2. «Down By The Lake»
3. «Obviously»
4. «Surfer Babe»
5. «That Girl»
6. «Met This Girl»
7. «Not Alone»
8. «She Left Me»
9. «Hypnotised»
10. «She Loves You»
11. «Room on The Third Floor»
12. «Broccoli»
13. «Five Colours In Her Hair»

## Lista de canciones
| Room on the 3rd Floor (MCD60094) |                         |                                                         |          |  |
| N.º                              | Título                  | Escritor(es)                                            | Duración |  |
| 1.                               | «5 colours in her hair» | Tom Fletcher, Danny Jones, Dougie Poynter, James Bourne | 2:58     |  |
| 2.                               | «Obviously»             | Tom Fletcher, Danny Jones, James Bourne                 | 3:18     |  |
| 3.                               | «Room on the 3rd Floor» | Tom Fletcher, Danny Jones                               | 3:16     |  |
| 4.                               | «That Girl»             | Tom Fletcher, Danny Jones                               | 3:17     |  |
| 5.                               | «Hypnotised»            | Tom Fletcher, Danny Jones, Dougie Poynter, Harry Judd   | 3:02     |  |
| 6.                               | «Saturday Night»        | Tom Fletcher, Danny Jones, Dougie Poynter, Harry Judd   | 2:47     |  |
| 7.                               | «Met This Girl»         | Tom Fletcher, Danny Jones, Dougie Poynter, Harry Judd   | 2:46     |  |
| 8.                               | «She Left Me»           | Tom Fletcher, James Bourne                              | 3:25     |  |
| 9.                               | «Down by the Lake»      | Tom Fletcher, James Bourne                              | 2:37     |  |
| 10.                              | «Unsaid Things»         | Tom Fletcher, Danny Jones, Dougie Poynter, Harry Judd   | 3:25     |  |
| 11.                              | «Surfer Babe»           | Tom Fletcher, James Bourne                              | 2:33     |  |
| 12.                              | «Not Alone»             | Danny Jones                                             | 4:18     |  |
| 13.                              | «Broccoli»              | Tom Fletcher, Danny Jones, James Bourne                 | 3:31     |  |
| 43:44                            |                         |                                                         |          |  |

| Room on the 3rd Floor |                         |                                                         |          |  |
| N.º                   | Título                  | Escritor(es)                                            | Duración |  |
| 1.                    | «5 colours in her hair» | Tom Fletcher, Danny Jones, Dougie Poynter, James Bourne | 2:58     |  |
| 2.                    | «Obviously»             | Tom Fletcher, Danny Jones, James Bourne                 | 3:18     |  |
| 3.                    | «Room on the 3rd Floor» | Tom Fletcher, Danny Jones                               | 3:16     |  |
| 4.                    | «That Girl»             | Tom Fletcher, Danny Jones                               | 3:17     |  |
| 5.                    | «Hypnotised»            | Tom Fletcher, Danny Jones, Dougie Poynter, Harry Judd   | 3:02     |  |
| 6.                    | «Saturday Night»        | Tom Fletcher, Danny Jones, Dougie Poynter, Harry Judd   | 2:47     |  |
| 7.                    | «Met This Girl»         | Tom Fletcher, Danny Jones, Dougie Poynter, Harry Judd   | 2:46     |  |
| 8.                    | «She Left Me»           | Tom Fletcher, James Bourne                              | 3:25     |  |
| 9.                    | «Down by the Lake»      | Tom Fletcher, James Bourne                              | 2:37     |  |
| 10.                   | «Unsaid Things»         | Tom Fletcher, Danny Jones, Dougie Poynter, Harry Judd   | 3:25     |  |
| 11.                   | «Not Alone»             | Danny Jones                                             | 4:18     |  |

| Bonus tracks |        |              |          |  |
| N.º          | Título | Escritor(es) | Duración |  |

## Posicionamiento en las listas de ventas
| Lista de ventas (2010)     | Posición más alta | Certificación             |
| -------------------------- | ----------------- | ------------------------- |
| UK Albums Chart            | 1                 | Doble platino (cert. BPI) |
| UK Top 10 Albums 2008      | 29                | -                         |
| Irish Albums Chart         | 19                | -                         |
| World Albums Top 40 (2004) | 38                | -                         |

## Premios
El álbum Room on the 3rd Floor recibió el premio al mejor álbum del año 2004 en los Smash Hits Awards.

## Historial de publicación
| País        | Fecha              | Discográfica           | Formato              |
| ----------- | ------------------ | ---------------------- | -------------------- |
| Reino Unido | 5 de julio de 2004 | Universal Music        | CD, descarga digital |
| Irlanda     | 5 de julio de 2004 | Universal Music        | CD, descarga digital |
| Brasil      | 10 de mayo de 2007 | Universal Music Brasil | Descarga digital     |